# 1974 en philosophie
Chronologie de la philosophie
- 1970
- 1971
- 1972
- 1973
- 1974
- 1975
- 1976
- 1977
- 1978

L’année 1974 a été marquée, en philosophie, par les événements suivants :

## Publications
- Glas, de Jacques Derrida.
- Johan Degenaar : Pluralisme. Standpunte 27(3): 6-21.
- Éclipse de la raison, de Max Horkheimer, Payot, « Critique de la politique ».
- Considérations destinées à rectifier les jugements du public sur la Révolution française, de Johann Gottlieb Fichte, Payot, « Critique de la politique ».
- Marx critique du marxisme : Essais, de Maximilien Rubel, Payot, « Critique de la politique ».

### Traductions
- Thomas Hobbes : De Homine (1658), OL II, 1-132 ; Traité de l’homme, traduction et commentaire par P.M. Maurin, Paris, Blanchard, 1974.

## Autre
- Création de la collection éditoriale « Critique de la politique », par Miguel Abensour aux éditions Payot à Paris.